# Acuminocythere
Acuminocythere is een geslacht van kreeftachtigen uit de klasse van de Ostracoda (mosselkreeftjes).

## Soort
- Acuminocythere crescentensis Swain & Gilby, 1974